# زنان در موسیقی ایران

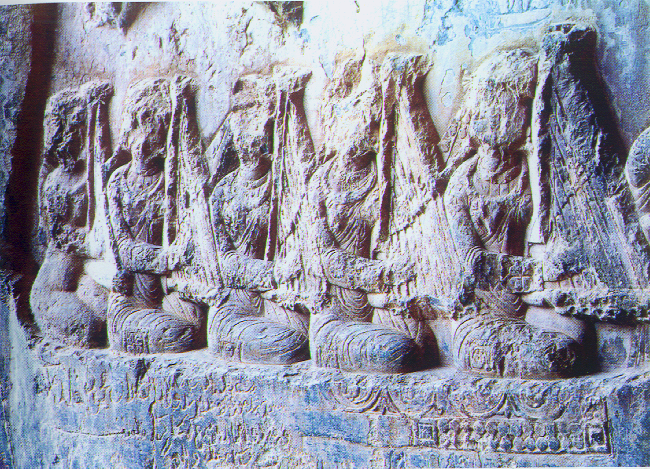
سنگ‌نگارهٔ زنان موسیقی‌دان در طاق بستان که در حال نواختن چنگ هستند.

زنان ایران و موسیقی ایران در طول تاریخ ایران به یکدیگر پیوند خورده‌اند. تا پیش از انقلاب ۱۳۵۷ ایران که نظام پادشاهی پهلوی را سرنگون کرد و زمینهٔ روی کار آمدن نظام جمهوری اسلامی به رهبری مرجع تقلید شیعه شد، زنان و دختران ایران می‌توانستند بخوانند و بنوازند و کنسرت‌های خواننده‌های زن در ایران برگزار می‌شدند. اما هرچه بیشتر از انقلاب ۱۳۵۷ ایران گذشت، محدودیت‌های بیشتری برای زنان وضع شد و برای بیش از ۴۰ سال، تاکنون خواندن و اجرای زنان در ایران دارای محدودیت بوده است. محدودیت‌ها حتی فراتر از خود هنرمندان زن رفته و برای همکاران مرد آن‌ها نیز وضع می‌شود.

## تاریخچه
از مهم‌ترین مُهرنگاره‌های خُنیا (:موسیقی) در جهان؛ باید از آنچه که در «تپه چغامیش» دزفول برجای مانده، یاد کرد که در سال‌های ۱۹۶۱–۱۹۶۶ میلادی، یافت شده است. این مهرنگاره ۳۴۰۰ ساله؛ سیمایی از بزم رامشگران را نشان می‌دهد. ما، نگاره‌ای را در دست داریم و می‌دانیم که در پادشاهی «شوکال ماه هو» و از سده ۱۷ پیش از میلاد در ایران، تار نواخته می‌شد. با یافتن یک کنده کاری در ایلام بازهم آگاهی داریم که خنیاگران ایران؛ دَف را همراه چنگ می‌نواختند. در این کنده کاری همچنین دیده می‌شود که از میان ۱۱ تن خنیاگر؛ ۸ تن چنگ، ۲ تن نی و یک تن دهل می‌نوازند. ۱۵ زن خواننده، در میان رامشگران دیده می‌شوند که در حال کف زدن هستند. در بخش‌های دیگری از ایران و از سال ۵۵۹ پیش از میلاد، سفالهایی در تپه سیلک کاشان و مرودشت پیدا شده که سیمایی از پایکوبی و دست افشانی بر آن‌ها نگارگری شده است.

### ساسانیان
علاقه شاهان ساسانی به موسیقی، از روایات تاریخ نویسان و از روی نقوشی که بر روی ظرف‌های سیمین کنده کاری شده و از موزاییک‌های پیدا شده در نیشاپور کازرون و گچ بری‌های یافت شده در ری و نقوش برجسته، کاملاً نمودار است.
نقش یکی از موزاییک‌های نفیس پیدا شده در ویرانه‌های بیشاپور کازرون در سال ۱۳۱۹ یک زن نوازنده‌ای است که نشسته و چنگ در دست دارد. در میان سینی‌های سیمین که از زمان ساسانیان یافته شده، در یک سینی پیکر پادشاهی دیده می‌شود که بر تختی نشسته و در برابر وی نی‌زن و چنگ زنی خنیاگری می‌کنند. سینی دیگری هم هست که زنی بر اژدهایی نشسته و نی می‌زند. در یک بشقاب بزرگ نقره، شاه بر تختی نشسته و چنگ زنی و نی‌زنی در برابر وی مشغول نواختن هستند. در نقوش برجسته طاق بستان کرمانشاه که منظره شکار گاهی حجاری شده، در یک مجلس نقش چند دختر چنگ زن که در قایق نشسته و در دنبال شاه که بر روی مردابی مشغول شکار است، در حرکت و به نوازندگی چنگ مشغولند.

### دوران قاجار
در پایان قرن نهم هجری، موسیقی در ایران وارد یک دوران فترت شده بود و از آن زمان تا اواخر قاجاریه و شروع مشروطیت موسیقی در ایران رونقی نداشت. اولین شاه قاجار، آغا محمدخان بود که تنها ۲٫۵ سال حکومت کرد و فرصت رسیدگی به موسیقی و هنرمندان را نیافت. اما پس از او فتحعلی شاه به موسیقی‌دانان توجه نشان داد و برایشان مقرری تعیین کرد. یکی از رامشگران دربار و نیز از همسرانش، مشتری خانم از مطرب‌زادگان شیرازی بود که آوازی دلپذیر داشت و صدای خوش او از عمارت قصر قاجار در نزدیکی پایتخت (تهران) به گوش ساکنان شهر می‌رسید. این بانو به زیبایی سه‌تار می‌نواخت و با حرکات شیرین به دلربایی پادشاه می‌پرداخت. همچنین در این دوره دو استاد با نام‌های استاد زهره و استاد مینا هر کدام یک گروه موسیقی تشکیل دادند. این دو زن خود به ترتیب شاگرد استاد رستم شیرازی و استاد مهراب اصفهانی بودند. ثمرهٔ توجهات فتحعلی شاه و محمد شاه در دورهٔ سلطنت ناصرالدین شاه نمایان شد. این پادشاه به هنر توجه زیادی نشان داد و از رشد و ترقی موسیقی‌دانان حمایت کرد.
اطلاعاتِ دوران فتحعلی شاه را فرزندش سلطان احمد میرزا عضدالدوله (نویسندهٔ تاریخ عضدی) مستند کرده است. وی تاریخ عضدی را در سال ۱۳۰۴ ه‍. ق (در زمان حکومت ناصرالدین شاه) نوشته است و در آن از برخی از استادان دربار شاهان نخستین قاجار نام برده است. او به وجود موسیقی‌دانان حرفه‌ایِ زن که در حرمسرا برای زنان موسیقی اجرا می‌کرده‌اند اشاره کرده است، که از آن جمله کسی بوده به نام «شاهوردی خانم» که دختر «آقا محمدرضا» بوده و در برخی از اجراهای او، از جمله برای سیزده به در شخص شاه نیز حاضر بوده است. از دیگران زنان موسیقی‌دان این دوره، گل‌بخت خانم ترکمانی و کوچک خانم تبریزی بودند که از زنان حرم فتحعلی شاه بودند.
اما جدای از این موسیقی جدی‌تر، نوع دیگری در موسیقی درباری نیز وجود داشته که با مراسم شادمانی و رقص همراه می‌شده و به «بازیگرخانه» (رقاص‌خانه) دربار مرتبط می‌شده است. بر رأس «دستگاه بازیگرخانه» دو استادِ زن قرار داشتند: «استاد مینا» که همسر مصطفی خان عموی فتحعلی شده بود، و «استاد زهره» که فرزند جعفرقلی خان عموی دیگر فتحعلی شاه بود. استاد مینا شاگرد مهراب ارمنی اصفهانی بود و استاد زهره شاگرد رستم یهودی شیرازی، و هر کدامشان بر دسته‌ای بزرگ از رقاصان ریاست می‌کردند که علاوه بر رقاصی، به خوانندگی و نوازندگی سازهای مختلف نظیر تار، سه‌تار، کمانچه، سنتور، ضرب و غیره می‌پرداختند. موسیقی‌دانان در این دوره به دو دسته تقسیم می‌شدند: موسیقی‌دانان مرد در بیرونی ساز می‌نواختند و موسیقی‌دانان زن در اندرونی؛ تنها استثنا، موسیقی‌دانان مردی بودند که دچار نابینایی بودند و اجازه داشتند در اندرونی نیز موسیقی اجرا کنند.

#### ضبط صدا
نخستین ضبط صدای خوانندگان زن در ایران در دورهٔ قاجار و در سال ۱۲۹۱ خورشیدی در چهارمین دورهٔ ضبط موسیقی ایرانی با ضبط صدای افتخار، امجد و زری صورت گرفت.از ایشان تقریباً هیچ اطلاعاتی در دست نیست. از لهجهٔ آنها حدس زده می‌شود که از اقلیّت‌های دینی ایران بوده‌اند و خواندن چند تصنیف از عارف قزوینی، ارتباطی بین آنها و او را محتمل می‌کند. خوانندگان دیگر همچون قمرالملوک وزیری، ایران‌الدوله هلن، پروانه همراه با سه‌تار خودش، ملوک ضرابی، روح‌انگیز، مهرباقری و… از دیگر خوانندگانی هستند که در دوره‌های بعدی صدایشان ضبط شد.

##### افتخار، امجد و زری
افتخار نخستین خوانندهٔ زن ایرانی است که صفحات او موجود است. از او ۲۹ اثر به جا مانده است. از او شرح حالی وجود ندارد، روح‌الله خالقی هم در کتاب «سرگذشت موسیقی ایرانی» فقط از او نام برده است. از امجد، اطلاعات کمتری نسبت به افتخار وجود دارد. حتیّ این احتمال وجود دارد که او مرد بوده است، زیرا امجد نامی مردانه هم بوده است. از امجد ۲۲ اثر به‌جا مانده است.
در میان خوانندگان دورهٔ قاجار نام زری به چشم نمی‌خورد، امّا شواهدی برای شناسایی او وجود دارد. پرویز خطیبی در کتاب «خاطراتی از هنرمندان» در ضمن تعریف خاطرهٔ آشناییش با موسیقی از خواننده‌ای به نام زهرا سیاه نام می‌برد. زاون قوکاسیان به نقل از لرتا هایراپتیان خاطره‌ای از ضبط صدای زهرا سیاه می‌گوید. می‌توان حدس زد زری نام مستعار همان زهرا سیاه بوده است. ساسان سپنتا در کتاب «چشم‌انداز موسیقی ایران»، اجرای زری به همراهی تار آرشاک خان را نخستین اجرا از تصنیف‌ها عارف قزوینی می‌داند. از آرشاک خان هم هیچ اطلاعاتی وجود ندارد. از زری ۲۵ اثر به‌جا مانده است.

### دوران پهلوی

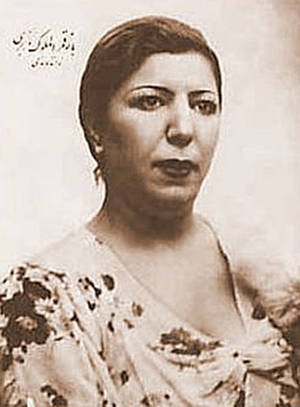
قمرالملوک وزیری، یکی از نخستین زنان خوانندهٔ ایرانی که صدایش ضبط شد.
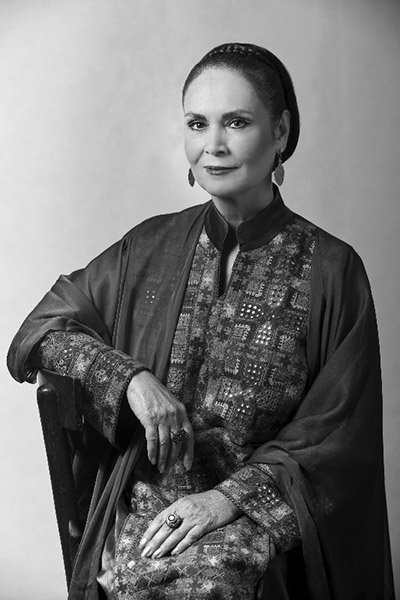
پریسا، خواننده مشهور ایرانی، ردیفدان و استاد هنر آواز ایرانی است.
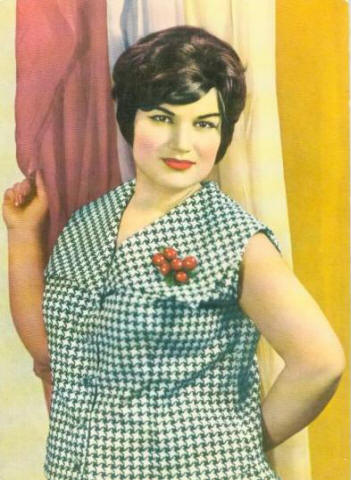
الهه، از شاگردان عبدالله دوامی، استاد بزرگ ردیف موسیقی ایران و غلامحسین بنان، از خوانندگان نامدار موسیقی سنتی ایران بود.
دلکش، خواننده موسیقی سنتی، فولکلور و پاپ ایرانی بود. از وی با عناوینی چون «زن حنجره طلایی»، «آتش کاروان هنر» یاد می‌شود.
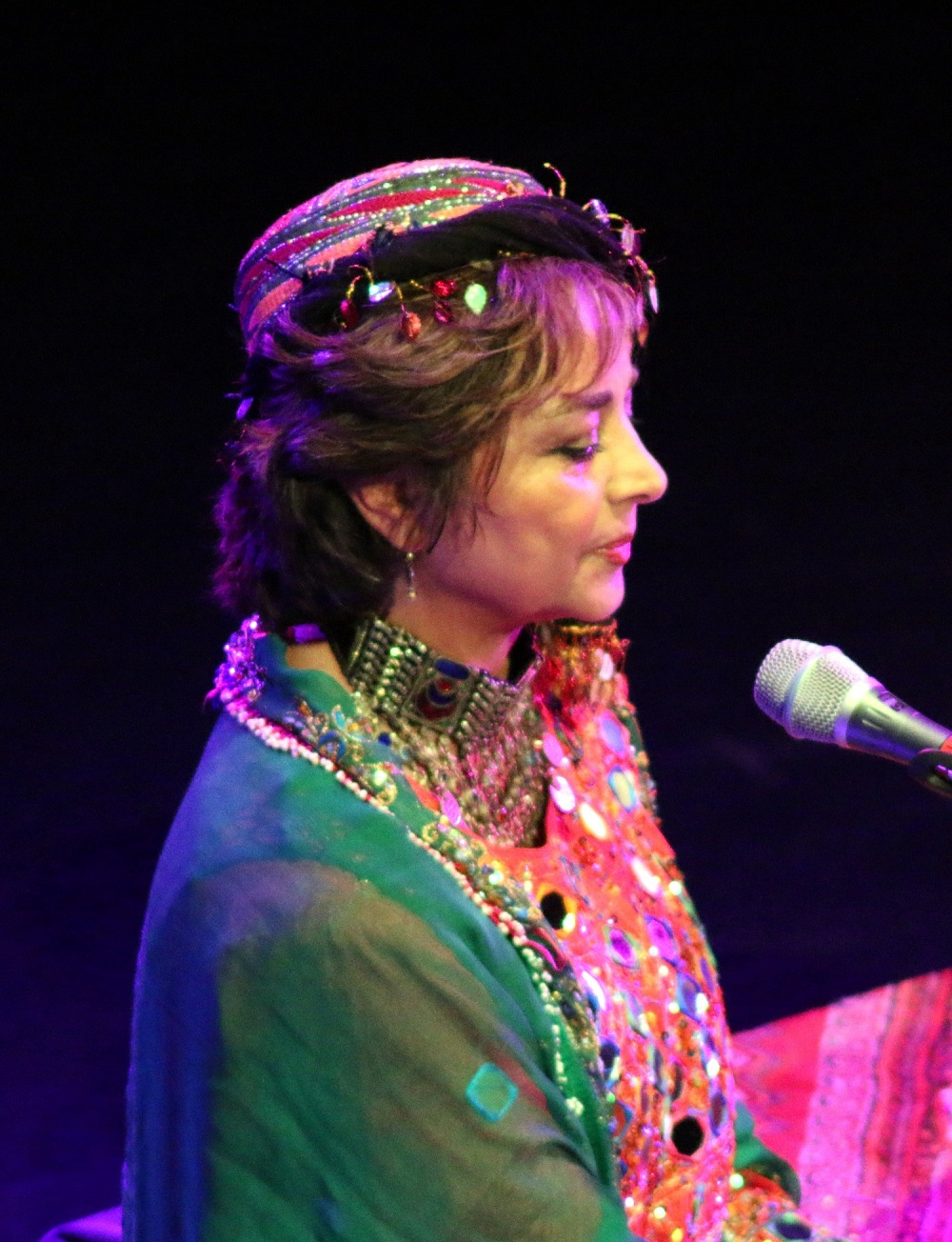
سیما بینا، نوازنده، نقاش، آهنگساز و خواننده آوازها و ترانه‌های محلی ایرانی است.

### پس از انقلاب ۱۳۵۷ ایران
پس از انقلاب ۱۳۵۷ ایران، مراجع تقلید شیعه ایرانی خواندن زنان را ممنوع و آن را برای مردان تحریک آمیز دانستند. با این حال قوانینی در ایران وجود دارد که در شرایطی خاص، زنان می‌توانند با رعایت حجاب بخوانند و کنسرت اجرا کنند. احمد کاظمی موسوی، استاد مطالعات اسلامی دانشگاه جرج واشینگتن، تحریک آمیز دانستن خوانندگی زنان برای مردان را توهین‌آمیز و وهن‌آور دانست و وی معتقد است که این قوانین در جهت فلج کردن نیمی از جامعه تنظیم شده‌اند.
در سال ۱۳۹۳ یک کارشناس امور زنان اهل ایران اعلام کرد که خوانندگی زنان در جامعه ایران دارای بعد ملی و دینی است و در جامعه ایران، خوانندگی یک زن جایی ندارد. اما زیبا شیرازی، خواننده و آهنگساز ایرانی، معتقد است که دختران و زنان ایرانی به موسیقی توجه بسیاری دارند و باید خوانندگی زنان در ایران آزاد شود. همچنین نوا جنگوک، آوازخوان ایرانی معتقد است که تبعیض و موانع بسیاری در برابر خوانندگان زن وجود دارد و قوانین منع کننده خوانندگی زنان را تبعیض و خشونت علیه زنان می‌داند. او همچنین افزود که محدودیت‌ها فقط از سوی حکومت نیستند و بخشی از آن هم به فرهنگ جامعه ایران بر می‌گردد.
در مهر ۱۳۹۸ دادگاه انقلاب تهران شش زن را به دلیل آوازخوانی در یک ویدئو به یک سال زندان محکوم کرد. همچنین در ۲۸ دی ۱۳۹۹ رئیس پلیس امنیت جمهوری اسلامی ایران از بازداشت دو زن جوان به دلیل انتشار یک ویدئوی آوازخوانی در شبکه‌های اجتماعی خبر داد. او هویت بازداشت‌شدگان را فاش نکرد، اما گفت که این دو زن در یک ویدئوی تبلیغاتی برای یک واحد صنفی «اقدام به آوازخوانی کرده و آن را در شبکه‌های اجتماعی منتشر کرده‌اند».

## لالایی مادران
علت همه‌گیر بودن، دلنشینی و اهمیت لالایی، ساخت ساده و محتوای عاطفی آن است که خواندن این نواها را برای همه مادران ممکن می‌سازد. از اینرو هر مادری، بدون توجه به اینکه شاعر، نوازنده یا آهنگساز باشد می‌تواند از روی طبیعیت خود و عشق به فرزند، با شعر برای فرزندش درد دل کند و برایش آواز بخواند.
گفته می‌شود که شاید عبارت «لولو میاد می‌خورتت» نیز از لالایی وارد ادبیات مادران شده باشد.
در مناطق مختلف ایران به جای ترساندن کودک از «لولو خورخوره»، به کودک، خبرهای خوبی مانند مژده فرارسیدن بهار، بازگشت پدر، گل، طول عمر و سلامتی داده می‌شود.

### گوناگونی
در مناطق مختلف ایران، گوناگونی موسیقی، کلام، نوع صدا و تحریر، مقام‌ها و فراز و فرودها در لالایی‌ها در نتیجه گوناگونی آب و هوا است. برای نمونه، در مناطق کوهستانی یا عشایر مرزنشین، لالایی جنبه حماسی دارد. مثلاً در کردستان بچه را به شکار و سوارکاری تشویق می‌کنند تا پهلوان و قوی بشود: «من می‌خوام سوار اسب بشی، آهو شکار کنی…» یا «بغداد مثل یک لیمو در دست توست یعنی قدرت داری». اما در مناطق کویری سرسبز نیستند و مردم، زندگی آرام‌تری دارند، صحبت از گل و گیاه در لالایی برای آنها مهم هست. اما درونمایی همه این لالایی‌ها، دعا و ابراز محبت مادر به فرزند است.
در بعضی از لالایی‌های ایران، مادر صدای خود را بدون گفتن شعر به کودک منتقل می‌کند، مثلاً می‌گوید «لاوَه لاوَه کَم، هُو هُو هُو هُو هُو هُو»

### تربت جام
درون مایه لالایی تربت جام مادر از زندگی روزمره، احساس محبت عمیق به کودکش و گاه از غم تنهایی و فراق می‌گوید:
| لالالالا گٌلِی قندُم    |  | به دیدار تو خرسندُم |
| بده عُمری به فرزندُم   |  | به فرزندِ کِرامندُم   |
| لالالالا به دیدِ تو   |  | به سارُقِ سفیدِ تو    |
| باباجان بام سفر داری |  | بیایِ به امید تو    |

### گرگان
نمونه‌ای از لالایی مردم گرگان:
| لای لای لای، گل لاله |  | پلنگ در کوه چه می‌ناله |

### موسیقی
لالایی‌ها در عین حال که بیان حس مادرانه را در خود دارند و اعتماد و اطمینان و تنها نبودن را به کودک منتقل می‌کنند تا احساس امنیت کرده به خواب رود، از نظر موسیقی هم دارای اهمیت هستند. بیشتر لالایی‌های ایران با آواز دشتی و گویش دشتستانی در دستگاه شور زمزمه می‌شوند. زیرا بیشتر مادران، موسیقی‌دان یا آهنگساز نیستند اما وقتی نغمه‌ای را زمزمه می‌کند، موسیقی آن در دشتی و دشتستانی است.

## دیدگاه مقامات و مراجع تقلید جمهوری اسلامی ایران
- سید روح‌الله خمینی، اولین رهبر و ولی فقیه نظام جمهوری اسلامی ایران دربارهٔ خواندن زنان معتقد است که: «حکم، دائر مدار وجود مفسده و عدم آن است».[۱۷]
- یک استفتا از سید علی خامنه‌ای وجود دارد که اعلام کرده است: «اگر صدای زن چه به صورت تک‌خوانی و چه حتی به صورت هم‌خوانی با زنان و مردان به صورت غنا نباشد و گوش دادن به صدای او هم به قصد لذت نباشد اشکال ندارد اما اگر مفسده داشته باشد یا تحریک شهوت بکند جایز نیست».[۲]
- سید علی سیستانی اعلام کرد که «اگر خوف ابتلا به حرام نباشد جایز است ولی جایز نیست صدای خود را به نحوی زیبا و نازک کند که معمولاً موجب تحریک شهوت باشد».[۱۷]
- سید ابوالقاسم خویی اعلام کرد که «اگر به نحو غنای لهو و باطن باشد حرام است؛ ولی غنا زنان در مجالس عروسی اشکال ندارد به شرط این که محرّم دیگری مانند زدن طبل، سخنان باطل، داخل مردان بر زنان و شنیدن صدای آنان به نحوی که موجب تهییج شهوت شود، همراه آن نباشد، در غیر این صورت غنا در عروسی‌ها هم حرام است».[۱۷]
- ناصر مکارم شیرازی از مراجع تقلید شیعه ایرانی دربارهٔ خواندن زنان اعلام کرد که: «جایز نیست».[۱۷]
- محمدعلی اراکی و میرزا جواد تبریزی بر احتیاط در خواندن زنان تأکید داشته‌اند.[۱۷]
- علی جنتی اعلام کرده است که «پخش صدای زن اگر مفسده نباشد اشکالی ندارد».[۲۳]
- در سال ۱۳۹۳ عده‌ای از نمایندگان مجلس برای جلوگیری از خوانندگی زنان به حسن روحانی، رئیس‌جمهور ایران نامه نوشتند.[۲۴]

## رسانه‌ها
در سال ۱۳۹۲ یک گروه موسیقی با ۴ خواننده زن در قزوین روی صحنه رفت و خبرگزاری تسنیم آن را «اقدام شگفت‌آور و تأسف‌انگیز» دانست.

## خوانندگان زن ایرانی

### موسیقی پاپ
- شهره
- گوگوش[۲۶]
- هایده[۲۷] (در موسیقی سنتی هم آثاری دارد)
- مهستی[۲۸] (در موسیقی سنتی هم آثاری دارد)
- حمیرا (در موسیقی سنتی هم آثاری دارد)
- سیمین غانم
- لیلا فروهر[۲۹]
- هلن
- هنگامه
- سپیده افشار

### موسیقی فولکلور

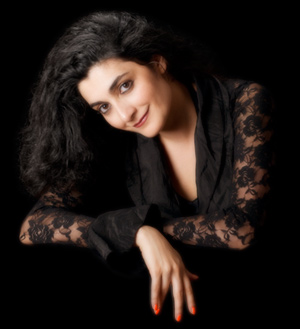
دریا دادور

- سیما بینا
- پری زنگنه
- دریا دادور
- زیبا شیرازی
- زهره جویا
- شمسی عصار

### موسیقی سمفونیک
- لیلی افشار

### موسیقی سنتی
- قمرالملوک وزیری
- عزت روحبخش
- ایران‌الدوله هلن
- ملوک ضرابی
- دلکش
- مرضیه
- پروین
- پوران
- الهه
- سیمین آرین
- زهره
- مریم آخوندی
- پریسا
- شکیلا
- سحر محمدی
- مهدیه محمدخانی
- سودابه سالم
- افسانه رثایی
- مهسا وحدت
- ماندانا خضرایی